# Горновой (картина)
«Горновой» — картина Заслуженного художника РСФСР Михаила Павловича Труфанова (1921—1988), завершённая автором в 1955 году и в том же году удостоенная большой золотой медали на международной художественной выставке в Варшаве. Находится в собрании Государственной Третьяковской галереи.

## История
Тема большого завода, труда металлургов возникла в творчестве художника не случайно. Детство М. П. Труфанова прошло в Макеевке. Его отец работал в листопрокатном цехе металлургического завода. Мальчишкой будущий художник каждый день бегал через территорию завода в школу. Поэтому в 1952 году в поисках натурного материала к задуманной картине М. П. Труфанов отправился на родину, в Макеевку.
В Макеевке, захваченный яркими впечатлениями, художник жадно делает многочисленные зарисовки и наброски. Только вернувшись в Ленинград и рассматривая привезённый материал, М. П. Труфанов обратил внимание на небольшой набросок горнового в минуту отдыха. В этом незатейливом рисунке художник увидел будущую картину. По мнению Л. В. Мочалова, она была как раз тем, к чему М. П. Труфанов стремился: «просто непроизвольно увиденный кусок жизни. Но в этой простоте, казалось, и дремал тот глубокий смысл, который художнику предстояло разбудить».
Композиция картины, развёрнутая на удлинённом горизонтальном холсте, включила поколенную фигуру молодого рабочего, изображённого в момент перекура, и широкий индустриальный пейзаж. Над решением последнего М. П. Труфанов долго работал. Л. В. Мочалов, часто бывавший в это время в мастерской художника, вспоминал, что, казалось, вот, живописное решение уже найдено. «Но проходило три-четыре дня — и всё переписано заново. На месте полыхающей вечерней зари — синь ночного неба. Ещё неделя — и опять иное состояние. На одном холсте перебывало и безвозвратно ушло несколько картин… Но всё отчётливее обозначался в картине рассвет, рождающийся после напряжённой трудовой ночи». 
Непросто художнику дался образ героя картины. Моделью для него послужил молодой рабочий, встреченный М. П. Труфановым во время следующей поездки в Донбасс. С него художник написал этюд для картины. Но, как это нередко бывает, испортил его, дописывая уже в мастерской. Поэтому для головы рабочего М. П. Труфанов нашёл другого натурщика в Ленинграде, «обрядил» его в простреленную искрами, почерневшую от пота и сажи майку, в прокопчёную «робу», которую привёз из Макеевки. Написал этюд. На этот раз удалось воскресить то ощущение, которое было утрачено в испорченном этюде. Теперь было с чего написать в картине лицо горнового, переписанное не раз и не раз вновь соскобленное мастихином.

## Критика
Известный исследователь портретной живописи Л. С. Зингер определяет работу как «большой портрет-картину». По его мнению, «Горновой» М. П. Труфанова стал заметным явлением в живописи 1950-х годов.
Фигура горнового, поза, и, в особенности лицо, убедительно выражают характер героя, который Л. В. Мочалов характеризует как «простодушный, весёлый, мужественный». «Перед нами, — пишет он, — и обыкновенный рабочий, в руке которого мерцает огонёк папироски, и в то же время — творец большого дела, хозяин всего, что его окружает. Недаром его фигура несколько приподнята по отношению к линии горизонта, так пластически органично связана со всем пейзажем». По мнению Л. В. Мочалова, глубоко оправдан и вытянутый в длину формат картины, который помогает зрителю увидеть широкую индустриальную панораму труда, почувствовать размах того дела, участником которого является герой М. П. Труфанова. 
Касаясь живописи картины, Л. С. Зингер отмечает, что «высокий эмоциональный накал произведения отлично поддержан сочным, напряжённым колоритом, в котором решающую роль отведена различным градациям красного цвета».
Картина М. П. Труфанова «Горновой» неоднократно воспроизводилась в литературе и экспонировалась на крупнейших художественных выставках. В биографии М. П. Труфанова в книге «Ленинградская школа живописи. Очерки истории» (2019) отмечается, что с картиной «Горновой» (1955) «связано утверждение в советской живописи 1950-х нового образа рабочего человека».